# توپ طلای ۱۹۵۷
توپ طلای ۱۹۵۷ (فرانسوی: 1957 Ballon d'Or‎) دومین رویداد سالیانهٔ توپ طلا بود که از سوی مجلهٔ فرانس فوتبال به بهترین بازیکن فوتبال در سال ۱۹۵۷ اعطا گردید که در این سال، آلفردو دی‌استفانو برندهٔ توپ طلا شد.

## رتبه‌بندی
| ردیف | نام                 | باشگاه                           | ملیت                             | امتیاز |
| ---- | ------------------- | -------------------------------- | -------------------------------- | ------ |
| ۱    | آلفردو دی استفانو   | باشگاه فوتبال رئال مادرید        | اسپانیا                          | ۷۲     |
| ۲    | بیلی رایت           | باشگاه فوتبال ولورهمپتون واندررز | انگلستان                         | ۱۹     |
| ۳    | دانکن ادواردز       | باشگاه فوتبال منچستر یونایتد     | انگلستان                         | ۱۶     |
| ۳    | ریموند کوپا         | باشگاه فوتبال رئال مادرید        | فرانسه                           | ۱۶     |
| ۵    | لاسلو کوبالا        | باشگاه فوتبال بارسلونا           | مجارستان                         | ۱۵     |
| ۶    | جان چارلز           | باشگاه فوتبال یوونتوس            | ولز                              | ۱۴     |
| ۷    | ادوارد استرلتسوف    | باشگاه فوتبال تورپدو مسکو        | اتحاد جماهیر شوروی               | ۱۲     |
| ۸    | تامی تیلور          | باشگاه فوتبال منچستر یونایتد     | انگلستان                         | ۱۰     |
| ۹    | یوژف بوژیک          | باشگاه فوتبال بوداپست هونود      | مجارستان                         | ۹      |
| ۹    | ایگور نتو           | باشگاه فوتبال اسپارتاک مسکو      | اتحاد جماهیر شوروی               | ۹      |
| ۱۱   | لو یاشین            | باشگاه فوتبال دینامو مسکو        | اتحاد جماهیر شوروی               | ۸      |
| ۱۲   | دیولا گروشیچ        | Tatabánya                        | مجارستان                         | ۷      |
| ۱۲   | فرانسیسکو خنتو      | باشگاه فوتبال رئال مادرید        | اسپانیا                          | ۷      |
| 14   | Miloš Milutinović   | باشگاه فوتبال پارتیزان           | جمهوری فدرال سوسیالیستی یوگسلاوی | ۴      |
| 14   | دنی بلنچ‌فلوور       | باشگاه فوتبال تاتنهام هاتسپر     | ایرلند شمالی                     | ۴      |
| 14   | خوان آلبرتو شیافینو | باشگاه فوتبال آ.ث. میلان         | ایتالیا                          | ۴      |
| ۱۷   | استنلی ماتیوس       | باشگاه فوتبال بلکپول             | انگلستان                         | ۳      |
| ۱۷   | جانی هاینز          | باشگاه فوتبال فولام              | انگلستان                         | ۳      |
| ۱۷   | Gerhard Hanappi     | باشگاه فوتبال راپید وین          | اتریش                            | ۳      |
| ۲۰   | ساندور کوچیس        | Young Fellows Zürich             | مجارستان                         | ۲      |
| ۲۰   | هورشت شیمانیک       | Wuppertaler SV                   | آلمان غربی                       | ۲      |
| ۲۲   | کرت همرین           | باشگاه فوتبال پادوا              | سوئد                             | ۱      |
| ۲۲   | لادیسلاف نوواک      | دوکلا پراگ                       | چکسلواکی                         | ۱      |